# Glyptaesopus phylira
El caracol marino Glyptaesopus phylira es una especie de gasterópodo marino perteneciente a la familia Borsoniidae.1 Habita en fondos arenosos, donde suele enterrarse justo por debajo de la superficie.2

## Clasificación y descripción
Concha de color marrón uniforme o con una banda más obscura por debajo de la sutura y con un tono marrón en la columela. De forma fusiforme con dos cuerdas espirales prominentes por vuelta que forman tubérculos afilados cuando cruzan con las costillas axiales. La superficie esta finamente estriada. De hasta 7 mm de largo.2.

## Distribución
La especie Glyptaesopus phylira se distribuye Bahía Concepción, Golfo de California y desde la Bahía de San Francisco, hasta Ecuador.2

## Ambiente
Habita en zonas con fondos arenosos, desde el intermareal hasta los 20 m de profundidad.2

## Estado de Conservación
Hasta el momento en México no se encuentra en ninguna categoría de protección, ni en la Lista Roja de la IUCN (International Union for Conservation of Nature) ni en CITES (Convención sobre el Comercio Internacional de Especies Amenazadas de Fauna y Flora Silvestres).